# Paradromulia anomala
Paradromulia anomala là một loài bướm đêm trong họ Geometridae.